# Liste de trolleybus au Royaume-Uni

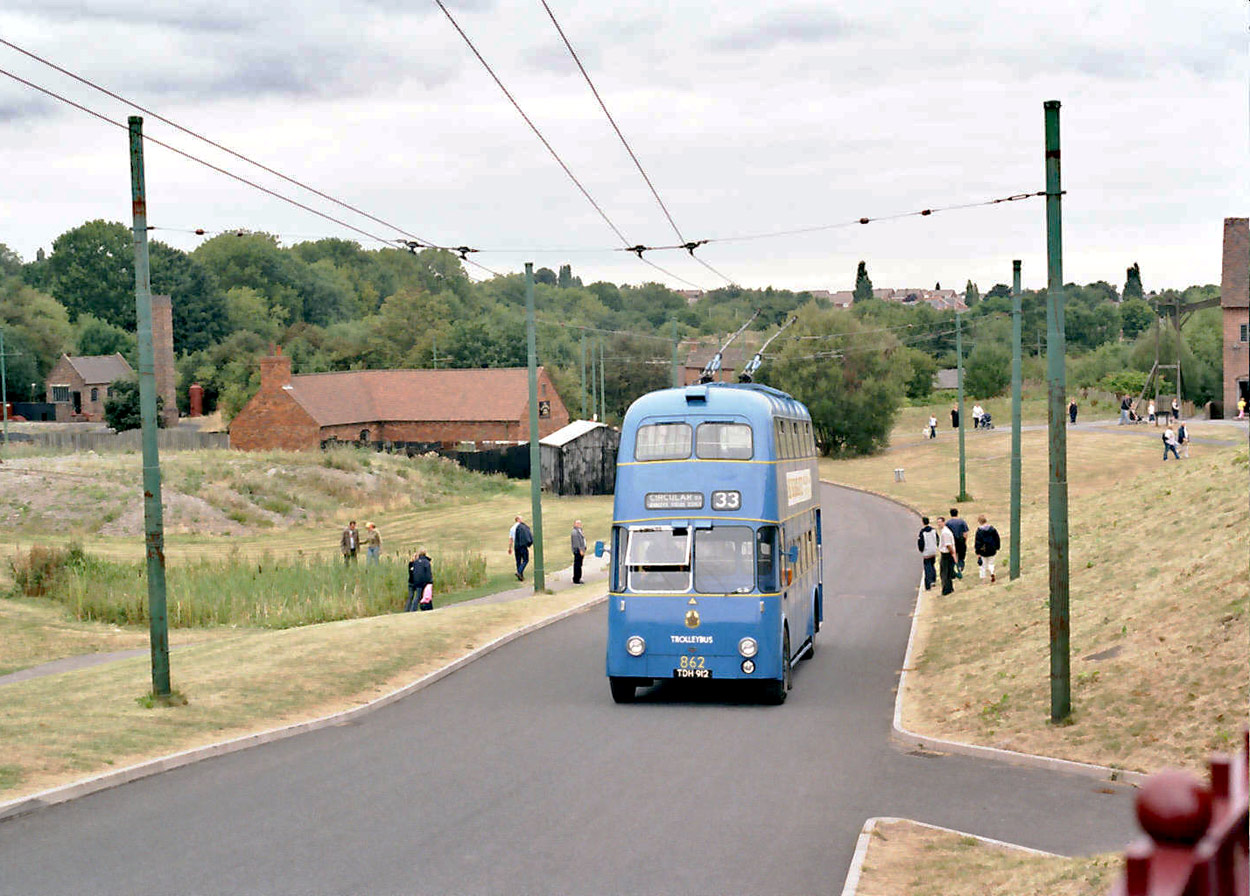
Trolleybus de Walsall (1931 à 1970)

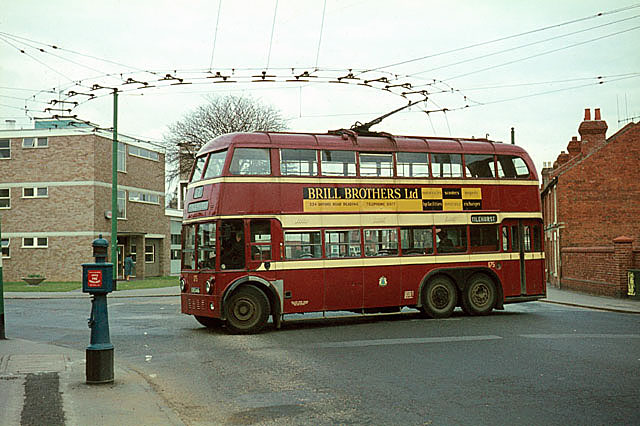
Trolleybus de Reading (1936 à 1968)

Ci-après la liste de trolleybus au Royaume-Uni. Il n'y a plus aucun trolleybus en circulation sur le territoire britannique depuis le 26 mars 1972. Le dernier réseau étant retiré à Bradford.

## Angleterre
Ci-après la liste des réseaux par région d'Angleterre:

### Est
| Nom du système      | Ville           | Date d'ouverture | Date de fermeture | Notes                                      |
| ------------------- | --------------- | ---------------- | ----------------- | ------------------------------------------ |
| Ipswich Corporation | Ipswich         | 2 septembre 1923 | 23 août 1963      | Voir aussi - Trolleybus d'Ipswich          |
|                     | Southend-on-Sea | 16 octobre 1925  | 28 octobre 1954   | Voir aussi - Trolleybus de Southend-on-Sea |

### Grand Londres
| Nom du système   | Ville   | Date d'ouverture | Date de fermeture | Notes                                                       |
| ---------------- | ------- | ---------------- | ----------------- | ----------------------------------------------------------- |
| London Transport | Londres | 1912 16 mai 1931 | - 8 mai 1962      | Démonstration uniquement Voir aussi - Trolleybus de Londres |

### Midlands de l'Est
| Nom du système                 | Ville        | Date d'ouverture | Date de fermeture | Notes                                                    |
| ------------------------------ | ------------ | ---------------- | ----------------- | -------------------------------------------------------- |
|                                | Chesterfield | 23 mai 1927      | 24 mars 1938      |                                                          |
| Derby Corporation              | Derby        | 9 janvier 1932   | 9 septembre 1967  | Voir aussi - Trolleybus de Derby                         |
| Nottingham Corporation         | Nottingham   | 10 avril 1927    | 30 juin 1966      | Voir aussi - Trolleybus de Nottingham                    |
| Notts & Derby Traction Company | ♦ Nottingham | 7 janvier 1932   | 25 avril 1953     | Voir aussi - Trolleybus du Nottinghamshire et Derbyshire |

### Midlands de l'Ouest
| Nom du système            | Ville         | Date d'ouverture | Date de fermeture | Notes                                    |
| ------------------------- | ------------- | ---------------- | ----------------- | ---------------------------------------- |
|                           | Birmingham    | 27 novembre 1922 | 30 juin 1951      | Voir aussi - Trolleybus de Birmingham    |
| Wolverhampton Corporation | Wolverhampton | 29 octobre 1923  | 5 mars 1967       | Voir aussi - Trolleybus de Wolverhampton |
| Wallsall Corporation      | ♦ Walsall     | 22 juillet 1931  | 3 octobre 1970    | Voir aussi - Trolleybus de Walsall       |

### Nord-Est
| Nom du système                    | Ville               | Date d'ouverture | Date de fermeture | Notes                                          |
| --------------------------------- | ------------------- | ---------------- | ----------------- | ---------------------------------------------- |
|                                   | Darlington          | 17 janvier 1926  | 31 juillet 1957   | Voir aussi - Trolleybus de Darlington          |
|                                   | Hartlepool          | 28 février 1924  | 2 avril 1953      | Voir aussi - Trolleybus d'Hartlepool           |
| Tees-side Railless Traction Board | Middlesbrough       | 8 novembre 1919  | 4 avril 1971      | Voir aussi - Trolleybus de Teesside            |
| Newcastle Corporation             | Newcastle upon Tyne | 1er octobre 1935 | 1er octobre 1966  | Voir aussi - Trolleybus de Newcastle upon Tyne |
| South Shields Corporation         | South Shields       | 12 octobre 1936  | 29 avril 1964     | Voir aussi - Trolleybus de South Shields       |

### Nord-Ouest
| Nom du système                     | Ville               | Date d'ouverture | Date de fermeture | Notes |
| ---------------------------------- | ------------------- | ---------------- | ----------------- | --- |
| South Lancashire Transport Company | Atherton            | 3 août 1930      | 31 août 1958      | Voir aussi - Trolleybus du South Lancashire                                                                                  |
|                                    | ♦ St Helens         | 11 juillet 1927  | 1er juillet 1958  | Voir aussi - Trolleybus de St Helens                                                                                         |
|                                    | Blackpool           | 1983             | -                 | Démonstration uniquement |
| Manchester Corporation Transport   | Manchester          | 1er mars 1938    | 30 décembre 1966  | Voir aussi - Trolleybus de Manchester                                                                                        |
| Ashton-under-Lyne Corporation      | ♦ Ashton-under-Lyne | 26 août 1925     | 30 décembre 1966  | Voir aussi - Trolleybus d'Ashton-under-Lyne                                                                                  |
|                                    | ♦ Oldham            | 26 août 1925     | 5 septembre 1926  | |
|                                    | Ramsbottom          | 14 août 1913     | 31 mars 1931      | Réseau fermé officiellement en 1928. Exploitation occasionnelle jusqu'au 31 mars 1931. Voir aussi - Trolleybus de Ramsbottom |
|                                    | Stockport           | 10 mars 1913     | 11 septembre 1920 | |
|                                    | Wigan               | 7 mai 1925       | 30 septembre 1931 | |

### Sud-Est
| Nom du système                                  | Ville      | Date d'ouverture              | Date de fermeture              | Notes                                                                                             |
| ----------------------------------------------- | ---------- | ----------------------------- | ------------------------------ | ------------------------------------------------------------------------------------------------- |
| Brighton Corporation Transport (BCT)            | Brighton   | 23 décembre 1913 1er mai 1939 | 16 septembre 1914 30 juin 1961 | Voir aussi - Trolleybus de Brighton                                                               |
| Brighton, Hove & District Omnibus Company (BHC) | ♦ Brighton | 3 mars 1946                   | 24 mars 1959                   | Tous les trolleybus comportaient le nom "Brighton, Hove & District Transport"                     |
| Hastings Tramways Co.                           | Hastings   | 1er avril 1928                | 31 mai 1959                    | Filiale de la Maidstone & District Motor Services depuis 1935 Voir aussi - Trolleybus de Hastings |
| Maidstone Corporation Transport                 | Maidstone  | 1er mai 1928                  | 15 avril 1967                  | Voir aussi - Trolleybus de Maidstone                                                              |
| Portsmouth Corporation Transport                | Portsmouth | 4 août 1934                   | 27 juillet 1963                | Voir aussi - Trolleybus de Portsmouth                                                             |
| Reading Corporation Tramways                    | Reading    | 18 juillet 1936               | 3 novembre 1968                | Voir aussi - Trolleybus de Reading                                                                |

### Sud-Ouest
| Nom du système                    | Ville       | Date d'ouverture | Date de fermeture | Notes                                  |
| --------------------------------- | ----------- | ---------------- | ----------------- | -------------------------------------- |
| Bournemouth Corporation Transport | Bournemouth | 13 mai 1933      | 20 avril 1969     | Voir aussi - Trolleybus de Bournemouth |

### Yorkshire-et-Humber
| Nom du système                                  | Ville              | Date d'ouverture  | Date de fermeture     | Notes                                                                             |
| ----------------------------------------------- | ------------------ | ----------------- | --------------------- | --------------------------------------------------------------------------------- |
| Bradford City Transport                         | Bradford           | 20 juin 1911      | 26 mars 1972          | Dernier réseau fermé (mis à part les musées). Voir aussi - Trolleybus de Bradford |
| Doncaster Corporation                           | Doncaster          | 22 août 1928 1985 | 14 décembre 1963 1986 | Voir aussi - Trolleybus de Doncaster Démonstration uniquement                     |
|                                                 | Grimsby            | 3 octobre 1926    | 4 juin 1960           | Voir aussi - Trolleybus de Grimsby                                                |
|                                                 | ♦ Cleethorpes      | 18 juillet 1937   | 4 juin 1960           | Voir aussi - Trolleybus de Cleethorpes                                            |
|                                                 | Halifax            | 20 juillet 1921   | 24 octobre 1926       |                                                                                   |
| Huddersfield Corporation Transport Trolleybuses | Huddersfield       | 4 décembre 1933   | 13 juillet 1968       | Voir aussi - Trolleybus d'Huddersfield                                            |
|                                                 | Keighley           | 3 mai 1913        | 31 août 1932          |                                                                                   |
|                                                 | Kingston upon Hull | 23 juillet 1937   | 31 octobre 1964       | Voir aussi - Trolleybus de Kingston upon Hull                                     |
|                                                 | Leeds              | 20 juin 1911      | 26 juillet 1928       | Voir aussi - Trolleybus de Leeds                                                  |
| Rotherham Corporation                           | Rotherham          | 3 octobre 1912    | 2 octobre 1965        | Voir aussi - Trolleybus de Rotherham                                              |
| Mexborough and Swinton Traction Company         | ♦ Mexborough       | 31 août 1915      | 26 mars 1961          |                                                                                   |
|                                                 | York               | 22 décembre 1920  | 5 janvier 1935        |                                                                                   |

## Écosse
| Nom du système                | Ville   | Date d'ouverture | Date de fermeture | Notes                              |
| ----------------------------- | ------- | ---------------- | ----------------- | ---------------------------------- |
|                               | Dundee  | 5 septembre 1912 | 13 mai 1914       | Premier réseau fermé               |
| Glasgow Corporation Transport | Glasgow | 3 avril 1949     | 27 mai 1967       | Voir aussi - Trolleybus de Glasgow |

## Pays de Galles
| Nom du système      | Ville      | Date d'ouverture  | Date de fermeture | Notes                              |
| ------------------- | ---------- | ----------------- | ----------------- | ---------------------------------- |
|                     | Aberdare   | 14 janvier 1914   | 1er juillet 1925  |                                    |
| Cardiff Corporation | Cardiff    | 1er mars 1942     | 11 janvier 1970   | Voir aussi - Trolleybus de Cardiff |
|                     | Llanelli   | 26 décembre 1932  | 8 novembre 1952   |                                    |
|                     | Pontypridd | 18 septembre 1930 | 31 janvier 1957   |                                    |
|                     | Rhondda    | 22 décembre 1914  | 1er mars 1915     |                                    |

## Irlande du Nord
| Nom du système      | Ville   | Date d'ouverture | Date de fermeture | Notes                              |
| ------------------- | ------- | ---------------- | ----------------- | ---------------------------------- |
| Belfast Corporation | Belfast | 28 mars 1938     | 12 mai 1968       | Voir aussi - Trolleybus de Belfast |

## Musées
- Black Country Living Museum
- East Anglia Transport Museum
- The Trolleybus Museum à Sandtoft, près de Doncaster